# آموزش الکترونیکی
فناوری آموزش یا یادگیری الکترونیکی (به انگلیسی: Electronic Learning) شیوه‌ای برای طراحی، تدوین، ارائه و ارزشیابی آموزش است که از قابلیت‌ها و امکانات الکترونیکی برای کمک به یادگیری بهره می‌گیرد. آموزش الکترونیک از انسان‌های کاوشگر و خواهان یادگیری است، خصوصاً اینکه این روش وابستگی به زمان و مکان را کم می کند.
تعداد دوره‌های آموزش الکترونیکی چه در آموزش عالی و چه به شکل سازمانی در دهه‌های اخیر افزایش یافته است. در کنار دوره‌های الکترونیک و آموزشگاه‌های مجازی، مدرسه‌ها نیز به کمک سامانه مدارس امور آموزشی و ارتباطی خود را مدیریت می‌کنند.

## موانع آموزش الکترونیکی

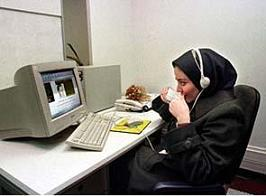
آموزش الکترونیکی میان دانشجوهای ایرانی

۱. تجربهٔ اندک در زمینهٔ فناوری و آموزش الکترونیکی: تعدادی از فراگیران آموزش الکترونیکی را در فناوری و تکنولوژی خلاصه می‌کنند و چون خودشان تجربه‌ای در زمینه‌های فناوری ندارند در آموزش مشارکت نمی‌کنند. این مسأله یکی از بزرگ‌ترین چالش‌های آموزش مجازی برای متخصصان در این حوزه است.
۲. تجارب نامناسب پیشین در زمینهٔ آموزش الکترونیکی: همهٔ خاطرات خوبی از دورهٔ تحصیل خود ندارند! همین موضوع می‌تواند دلیلی برای شرکت نکردن آنان در دوره‌های آموزش آنلاین باشد. آن دسته از فراگیران که پیش‌تر در دوره‌های آموزش الکترونیکی کسل‌کننده شرکت داشته‌اند، از نظر روحی نمی‌توانند خود را مجاب به شرکت در دوره‌ها کنند.
۳. عدم انگیزه در آموزش سنتی و آموزش الکترونیکی: در دنیای ایدئال آموزش، همهٔ زمان و توجه لازم برای یادگیری را دارند. آن‌ها برای شرکت در هر دوره‌ای مشتاقند و انگیزهٔ بالایی دارند. یکی از بزرگ‌ترین چالش‌های آموزش ایجاد انگیزه است.
۴. شناخت شخصی: برخی از کاربران ممکن است با افکار شخصی خود مشکل داشته باشند، به عنوان نمونه آن‌ها ممکن است فکر کنند توانایی لازم برای شرکت در دوره را ندارند، این مورد سبب می‌شود آن‌ها توانایی لازم را نداشته باشند تا به خوبی از دوره بهره ببرند،
۵. تولید محتوای آموزشی پر چالش: ایجاد یک آموزش مطلوب به تعادل مطالب و محتوا بستگی دارد.  شما باید فراگیرانتان را بشناسید و آنان را ارزیابی کنید تا سطح مطالب در سطح دانش آنان باشد.
۶. پشتیبانی نامناسب: بعضی از فراگیران دوره‌های آموزش مجازی به‌طور خود به خود می آموزند اما برخی دیگر به راهنما و پشتیبانی نیاز دارند.

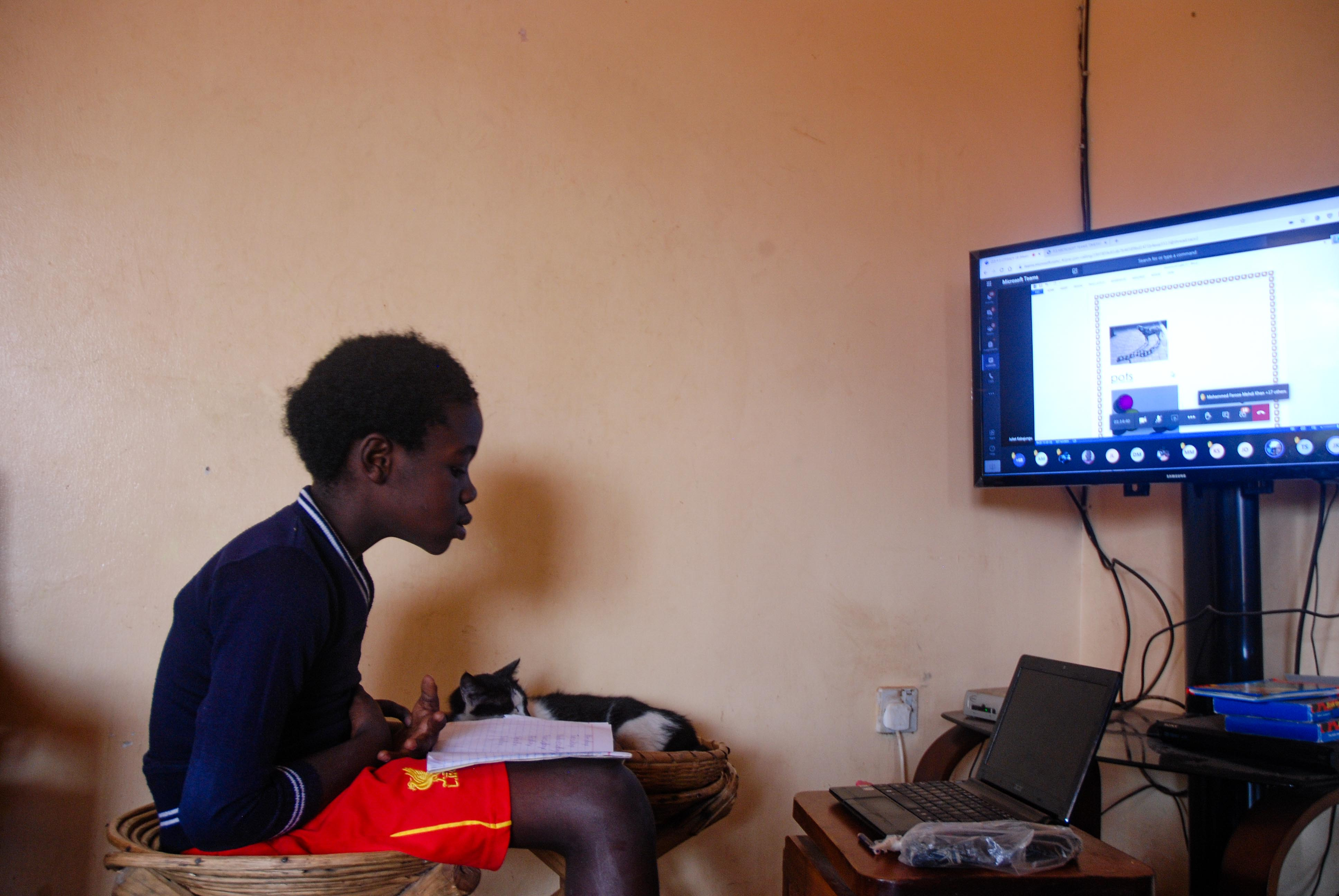
آموزش الکترونیکی طی دوران دنیاگیری کووید-۱۹

۷. عدم مشارکت جمعی در دوره‌های آموزش الکترونیکی: از موانع آموزش الکترونیکی می‌توان به عدم مشارکت جمعی افراد در دوره‌های آموزش مجازی اشاره کرد. بعضی افراد به تنهایی در دوره‌های آموزش الکترونیکی شرکت می‌کنند و برخی دیگر علاقه‌مند به کار گروهی هستند.
۸. خستگی فراگیر در حین دورهٔ آموزش الکترونیکی: وقتی فراگیران خسته می‌شوند، تحصیل را کنار می‌گذارند و برای آن‌ها وقت استراحت در نظر بگیرید.
۹. هزینه بالای راه اندازی و استفاده از تجهیزات رایانه ای
۱۰. عدم دسترسی همه به رایانه و خدمات جانبی آن
۱۱. از بین رفتن تنوع فرهنگی 

## تعریف‌های تدریس آنلاین

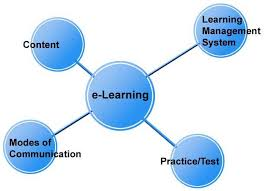
مفاهیم پایه آموزش الکترونیکی

کو و راسن (۲۰۰۴) تعریف ساده‌ای از تدریس آنلاین ارائه کرده‌اند: «تدریس آنلاین به معنای ارائهٔ کل درس یا بخشی از آن از طریق اینترنت است».
مدرس آنلاین موفق کسی است که دستیابی دانشجویان به اهداف یادگیری را با متعهد ساختن و توانمند کردن آن‌ها در یادگیری مادام‌العمر تسهیل و ترغیب می‌کند. اصطلاحات «درگیر ساختن» و «توانمند کردن» و «یادگیری مادام‌العمر» وارد واژه‌های تخصصی تعلیم و تربیت شده‌اند و کاربرد زیادی دارند.
کنراد و دونالسون (۲۰۰۴) برای درگیر کردن دانشجویان در یک دورهٔ آنلاین چهار مرحله را برشمردند:
۱. تازه‌وارد: در این مرحله مدرس به مثابهٔ یک مذاکره‌کنندهٔ اجتماعی است.
۲. یاری‌دهنده: در این مرحله مدرس به مثابهٔ مهندس پی‌ریزی است.
۳. همکار: در این مرحله مدرس نقش تسهیل‌کننده را دارد.
۴. آغازگر/شریک: در این مرحله مدرس نقش یک عضو جامعه/چالشگر را دارد.

## پیاده‌سازی دوره‌های آموزش الکترونیکی در ایران
در ایران دانشگاه‌های مختلفی دوره‌های آموزش الکترونیکی را پیاده‌سازی کرده‌اند.